# روبرتو فریرو
روبرتو فریرو (اسپانیایی: Roberto Ferreiro‎؛ ۲۵ آوریل ۱۹۳۵ – ۲۰ آوریل ۲۰۱۷) بازیکن فوتبال اهل آرژانتین بود.

## باشگاهی
از باشگاه‌هایی که در آن بازی کرده‌است می‌توان به ریور پلاته و اتلتیکو ایندپندینته اشاره کرد.

## تیم ملی
وی همچنین در تیم ملی فوتبال آرژانتین بازی کرده‌است.